# Jonathan Rabb
Jonathan Rabb (28 de abril de 1964) es un escritor, novelista y actor estadounidense.

## Biografía
Nacido en Boston, Rabb creció en Princeton, New Jersey, donde su padre Theodore K. Rabb, enseñaba historia. Estudió ciencias políticas en Yale University (de 1982 a 1986) y luego en la Columbia University.
Mientras estudiaba en Yale, Rabb cantó con los Whiffenpoofs y luego trabajó en algunos musicales Off-Broadway (Fermat’s Last Tango). 
Tras dejar Columbia, Rabb comenzó a escribir novelas. Primero The Overseer en 1998, seguida de The Book of Q en 2001. Rabb comenzó su trilogía de Berlín con Rosa, en 2005.
Rabb también ha publicado cuentos y ensayos en Strand Magazine, The Oxford American, Opera News, The Huffington Post y (Doubleday). 
En 2010 se unió al departamento de escritura de la Universidad de Savannah.

## Obra
Su novela debut, El señor del caos (The Overseer), fue publicada en 1998 por Crown Publishers, trata sobre el descubrimiento de un manuscrito medieval que guarda un peligroso secreto.
La conspiración de los herejes (The Book of Q) fue publicada en 2001. Trata sobre unas misteriosas muertes y desapariciones en la Ciudad del Vaticano por la conspiración de una secta.
La Trilogía de Berlín: Rosa (2005), que nos presenta al Inspector Nikolai Hoffner y su ayudante Hans Fichte de la Kriminalpolizei. Sombras y luces (2009) ambientada en 1927, cuando un ejecutivo de los entonces nuevos estudios Ufa film studios es encontrado muerto. El segundo hijo (2011) ambientada en vísperas de las olimpiadas de 1936.

## Premios
Rosa fue elegida en January Magazine como mejor novela de 2005.
Sombras y luces fue nominada a mejor novela negra por Wall Street Journal en 2012.